# The Look of Love (chanson de Dusty Springfield)
Pour les articles homonymes, voir The Look of Love.
Pistes de Casino Royale
Casino Royale Theme (Main Title) par Herb Alpert & The Tijuana Brass Money Penny Goes for Broke
The Look of Love est une chanson britannique composée par Burt Bacharach sur des paroles de Hal David, et initialement interprétée par Dusty Springfield. 

## Production
Elle fait partie de la bande originale du film Casino Royale, et sort en 1967. Nommée au Grammy Award de la meilleure chanson écrite pour un film, la télévision ou autre média visuel et à l'Oscar de la meilleure chanson originale, elle est classée au Pop Songs du Billboard. The Look of Love devient depuis un standard à la fois de bossa nova, de jazz, de lounge et d'easy listening. Mireille Mathieu a enregistré en 1967 des adaptations de la chanson en plusieurs langues (dont en français Les Yeux de l'amour) pour Casino Royale, film d'espionnage mettant en scène l'agent secret britannique James Bond.
En 2008, The Look of Love reçoit le Grammy Hall of Fame Award.

## Reprises
Enregistrée par, : Susanna Hoffs, Barbara Acklin, Beegie Adair (instrumental), Eric Alexander (instrumental), Herb Alpert (instrumental), Tina Arena, Dorothy Ashby (instrumental), Patti Austin, Burt Bacharach (instrumental), Anita Baker, Eydie Gormé, Michael Ball, Chris Barber (instrumental), Shirley Bassey sur l'album I Capricorn, Laurie Beechman, Madeline Bell, Tony Bennett, Whirimako Black, Willie Bobo, Chris Botti avec Chantal Kreviazuk, Paula Cole et Burt Bacharach, Chris Brokaw, Odell Brown, Ray Bryant (instrumental), Jean Carne, Ray Conniff (instrumental), King Curtis (instrumental), Dominique Dalcan, Calvert DeForest, The Delfonics, Bob DeVos (instrumental), Dolf de Vries, Neil Diamond, Dimitri from Paris (instrumental), Will Downing, Fergie, Ferrante & Teicher, Brandon Fields (instrumental), The Four Tops, Alison Fraser, Paul Frees, Kenny G (instrumental), Erroll Garner (instrumental), Marvin Gaye, Stan Getz (instrumental), Earl Grant (instrumental), Kellye Gray, Buddy Greco, Urbie Green (instrumental), Scott Hamilton (instrumental), Gene Harris, Isaac Hayes (dont la reprise est samplée par Jay-Z, Special Ed, Ashanti, Snoop Dogg, 20-2-Life, Compton's Most Wanted, Smif-n-Wessun), Richard Hayman (instrumental), David Hazeltine (instrumental), Paul Horn (instrumental), Dick Hyman (instrumental), Ronald Isley, Kimiko Itoh, Ethan Iverson (instrumental), Jack Jones, Don Julian (instrumental), Lainie Kazan, Barney Kessel (instrumental), Earl Klugh (instrumental), Gladys Knight & The Pips, Diana Krall, Julius La Rosa, The Lettermen, Julian Lloyd Webber (instrumental), Alan Lorber (instrumental), Arthur Lyman (instrumental), Shelby Lynne, Ahmad Jamal (instrumental), Amanda Lear, Ramsey Lewis (instrumental), Paula Lima (en portugais : O olhar do amor), Loïs Lane, Joe Locke (instrumental), Claudine Longet , Romero Lubambo (instrumental), Jon Lucien, Catherine McKinnon, Carmen McRae, Katrine Madsen, Rick Margitza (instrumental), Johnny Mathis, Tina May, Sérgio Mendes (instrumental), The Meters, Liza Minnelli, Sitti, Peter Nero (instrumental), Cæcilie Nørby, Trijntje Oosterhuis, José Padilla (instrumental), Fausto Papetti (instrumental), Boots Randolph (instrumental), Nelson Riddle (instrumental), Red Rodney (instrumental), Diana Ross, Diana Ross & The Supremes, Marilyn Scott, Doc Severinsen (instrumental), Nina Simone, Terry Smith (instrumental), Dusty Springfield (puis en duo avec Mireille Mathieu), Gábor Szabó, Debbie Taylor (instrumental), The 3 Sounds (instrumental), Stanley Turrentine (instrumental), McCoy Tyner (instrumental), Steve Tyrell (instrumental), Phil Upchurch (instrumental), Vanilla Fudge, Ornella Vanoni (en italien : Magia), David T. Walker (instrumental), Ray Warleigh (instrumental), Dionne Warwick, Grover Washington, Jr. (instrumental), Bobby Watson (instrumental), Horst Wende (instrumental), Peter White (instrumental), Tony Joe White, The Wild Bunch, Andy Williams, Pamela Williams (instrumental), Nancy Wilson, Reuben Wilson, Bobby Womack, Faye Wong en duo avec Diana Krall, X-Legged Sally (instrumental), Hōzan Yamamoto (instrumental), Young-Holt Unlimited (instrumental), Cristian Rosemary (Regard d'amour, version en français), The Zombies, Tokyo Ska Paradise Orchestra (instrumental).
Mireille Mathieu a enregistré en 1967 la chanson Les Yeux de l'amour en plusieurs langues pour Casino Royale, un film d'espionnage mettant en scène l'agent secret britannique James Bond, qui a été réédité par MGM Home Entertainment en cassettes VHS et en DVD.